# 卡萝尔·巴斯金
卡萝尔·巴斯金（英語：Carole Baskin，1961年6月6日—），美国大猫权利活动家，非营利动物庇护所大猫救援首席执行官。
巴斯金凭2020年网飞纪录片《养虎为患》受到公众关注。该片讲述了俄克拉荷马州私人动物园老板怪人乔与巴斯金不断升温的纷争。随着影片的发行，巴斯金成了与她第二任丈夫唐·路易斯失踪案有关的网络迷因对象。

## 早年
卡萝尔·斯泰尔·琼斯1961年6月6日在美国德克萨斯州比尔县拉克兰空军基地出生。九岁时她便萌生救助小猫的兴趣，但后来知道了兽医会对动物实施人道毁灭后，她决定放弃从事兽医。
她表示，自己14岁时曾遭到住在她家对面的三名大汉轮奸，但没有获得自己保守的基督教家庭在情感上的支持。后来她从高中辍学，离家出走，到当地的一家溜冰场打工。之后她搭便车往返于佛罗里达州和缅因州班戈，在停车场的车子上睡觉。后来她买了一辆达特桑卡车，和宠物猫睡在车后排座位上。
随后她回到佛罗里达州，在坦帕一家百货商店打工，开始和老板迈克尔·默多克（Michael Murdock）交往。到了17岁，卡萝尔便和他同居，两人结了婚，育有一女。为了赚钱养家，她开始哺育表演用的猫咪，救助短尾猫，利用大羊驼发展草坪修剪业务。1981年1月，她与默多克离婚，结识了第二任丈夫的唐·路易斯，后来还加入了他的房地产公司。

## 生涯
1992年，卡萝尔·巴斯金与丈夫唐在坦帕为大猫建立了动物庇护所安逸街野生动物。1997年唐失踪后，她把公司改名为大猫救援，担任首席执行官至今。她经常利用Facebook和YouTube等社交媒体，以及她的播客“猫咪说”（The Cat Chat）宣传反对私人动物园的理念。《纽约时报》和《好莱坞报道者》形容她是动物权利活动者。
2020年3月，受2019冠状病毒病佛罗里达州疫情影响，大猫救援临时关闭。

## 个人生活

### 婚姻
巴斯金17岁时便与她在百货商店的老板迈克尔·默多克同居。两人于1979年4月7日结婚。巴斯金说她从没有爱过他，之所以结婚是因为父母对她婚外同居感到失望。不久后，巴斯金怀孕，他们的女儿洁咪·维罗妮卡·默多克（Jamie Veronica Murdock）于1980年7月16日出生。
巴斯金表示，1980年，19岁时，丈夫要打她，她朝他扔了一个马铃薯后，光着脚逃家，在坦帕的内布拉斯加大道（Nebraska Avenue）碰到了她的后来的第二任丈夫唐·路易斯。在她和迈克尔依然有婚姻关系的情形下，她和路易斯一次外遇时订婚。身为路易斯众多女友中的其中一个，她不断给路易斯积累财富，帮他在1984年购买出售房地产。1991年，两人与各自的伴侣离婚，随后结婚。
巴斯金表示，路易斯性成瘾，经常趁着她来月经的时候，飞往拥有他众多房产的哥斯达黎加搞外遇。1997年7月，路易斯声称巴斯金威胁要杀死他，向法庭申请限制令，但被法庭驳回。巴斯金解释，路易斯之所以申请限制令，是因为他每次去哥斯达黎加，她会丢掉他的一些“垃圾”东西。事后路易斯继续与巴斯金同居。路易斯多次向巴斯金表达想离婚的想法，但巴斯金不以为然。
路易斯于1997年8月失踪，2002年宣告法定死亡。巴斯金与刘易斯的子女之间就此他的遗产发生了争执，而巴斯金主要继承者。截至2020年，该案依然尚未审结。
卡萝尔2002年11月在新组织“宠物不再无家可归”（No More Homeless Pets）的启动晚会上结识霍华德·巴斯金，不久后霍华德加入大猫救援，成为顾问委员会主席。霍华德于2003年11月求婚后，两人于2004年11月结婚。

### 与怪人乔的世仇和《养虎为患》
巴斯金与俄克拉荷马州温尼伍德大温尼伍德奇异动物公园化名怪人乔的前老板是世仇。怪人乔指控巴斯金有份参与路易斯失踪案，用侵权商标等方法骚扰她。2013年，法庭判定他向巴斯金支付100万美元的损害赔偿费，导致他破产。2020年，怪人乔因买凶杀害巴斯金被定罪入狱。2020年5月31日，俄克拉荷马州联邦法官斯科特·L·帕克裁定卡萝尔获得动物公园所占有的16英亩土地，限定公园目前的业主于120天内搬离所有动物。另外，法庭还发现怪人乔曾将动物园转让给母亲，以此逃避败诉的赔偿。
2019年11月，環球有線製作公司宣布正在将怪人乔的播客节目改编成电视剧，凱特·麥金儂将扮演巴斯金。2020年3月，巴斯金参与网飞纪录片《养虎为患》。后来她公开指控该剧“淫荡、耸人听闻”，批评制片人埃里克·古德和丽贝卡·柴克林（Rebecca Chaiklin）。她表示两位制片人找她时，只说了他们要拍一部大猫版的《黑鲸》，认为对方撒谎。纪录片上线后，巴斯金和据称她有份参与的路易斯失踪案成了网络迷因的对象。